# 8072 Yojikondo
8072 Yojikondo (1981 GO1) là một tiểu hành tinh vành đai chính được phát hiện ngày 1 tháng 4 năm 1981 ở the Agassiz Station of the Harvard College Observatory.